# Кронщайн
Кронщайнът (на немски: Kragstein – скоба, държател) е опорна конструкция или детайл, предназначени за поддръжка на вертикални плоскости, изнесени в хоризонтално направление. Най-често има формата на буквата Г, като единият край е закрепен към вертикалния елемент, а другият – към хоризонталния.  Терминът се използва както в архитектурата, така и в техниката – може да прикрепва както архитектурни елементи, така и части от машини и съоръжения.

## Архитектура
В архитектурата кронщайнът е елемент, издаден навън от стената и може да има както носещи, така и декоративни функции. Той е неотменна част от ордерната архитектура. Усилията в кронщайна действат едновременно навън или по горния ръб на носената конструкция, както и по продължение на вертикалната стена. Прекалено голямото натоварване върху него може да доведе до разрушаването му, поради което хоризонталният ръб често е продължение на вътрешен под, което да стабилизира кронщайна. Такъв дизайн може да се види в катедралата в замъка Уиндзор в едноименния град, Бъркшир, Англия (1353 – 1356).
В класическата архитектура много често се използва декоративният кронщайн. Най-често служи за поддържане на балкони, силно издадени корнизи или еркерни части. Кронщайнът също може да се употреби за поддържане на статуя, греда или рафт.
Често има формата на волута или свитък. Може да бъде гравиран, изваян, лят или обработен по някакъв друг начин. Изработва се от различни материали, но така, че да не противоречи на основния стил на сградата – дърво, гипс, камък, метал, полиуретан и други. Обикновено дървените кронщайни се вписват най-хармонично както спрямо фасадата, така и в интериора.
Кронщайнът често намира приложение и при външната фасадна облицовка с различни видове плочи. При тъй наречените вентилирани фасади към монолитната стена с него се прикрепват лицеви тухли, каменни плочи или друг вид облицовка. Вентилирани са фасадите, при които остава празно пространство между външната стена и външната облицовка, при което се получава многослойна конструкция, осигуряваща възможност за циркулация на въздушния поток.
Интересна и уникална е системата от кронщайни, която е характерна за традиционната китайска архитектура. Те са разположени под корниза на покрива и напомнят цветна градина. Това е дъгообразен елемент, който поддържа дървената греда и покрива над нея. Вследствие йерархичните ограничения във феодалното общество такива конструкции могат да се срещнат само в дворците и храмовете. По количеството на редовете с кронщайни може да се определи и статуса на сградата. Броят на кронщайните варира от 106 в най-сложните конструкции до 5 – в най-простите. От гледна точка на механиката такава конструкция е доста стабилна при земетресения. Дори тухлените стени да се разрушат, дървената конструкция с кронщайни може да устои.

## Техника
В машиностроенето кронщайнът е междинен компонент за фиксиране на една част към друга, обикновено по-голяма към по-малка. В техниката се изпълнява като независим, понякога оребрен елемент, или като значително уплътняване в основната част. Обикновено се използва при монтаж на лагери, поддържа валове и подпомага въртенето, в отделните звена на машини и механизми, арматурата на мачти, като опора при електропреносни конструкции и други.
Повечето машинни кронщайни се изливат от чугун или се изработват от стомана. Сравняването на свойствата на двата материала показва, че при еднакво носещо натоварване стоманените могат да бъдат 25% от размерите на чугунените. А при една и съща твърдост, дебелината на стоманените обикновено може да достигне 50% от тази на чугунените.
.
- Мемориален чугунен часовник върху кронщайн в Мелроуз, Шотландия
- Дървен кронщайн в библиотека в Сиатъл, САЩ
- Кронщайни под липсващ покрив в Гурок, Шотландия
- Кронщайни, поддържащи стъклено покритие на жп гара във Франция
- Кронщайни под покрив в Орегон, САЩ
- Кронщайни под люнет в Компиен, Франция

- Редица кронщайни в будистки храм Songgwangsa, Корея
- Ъглови кронщайни в Южна Корея
- Пететажна пагода с многобройни кронщайни в Япония
- Чугунени кронщайни на жп гара в Торки, Англия
- Кронщайн между колони в Палмира, Сирия
- Кронщайни под еркер в Dębno, Полша

- Кронщайни в Пловдив
- Етнографският музей
- Къщата на Георгиади
- Къщата на Ламартин
- Уличка в Стария град
- Аптеката „Хипократ“
- Домът на учителите